# Георг Крістіансен
Георг Штур Крістіансен (нім. Georg Stuhr Christiansen; 21 жовтня 1914, Фленсбург — 14 червня 1997) — німецький морський офіцер, корветтен-капітан крігсмаріне. Кавалер Лицарського хреста Залізного хреста з дубовим листям.

## Біографія
У 1934 році вступив у ВМФ. Пройшов підготовку зенітного і торпедного офіцера; 1 квітня 1937 року переведений на нові торпедні катери. З 1938 року — командир торпедного катера S-18, з 1939 року — S-23, а потім S-101. Беручи участь у військових операціях у Ла-Манші біля берегів Англії, потопив 4 британських торгових кораблі і 2 ескадрених міноносці. Потім його катер був переведений в фінські води, де був потоплений, після чого Крістіансен отримав під командування 8-у флотилію торпедних катерів. З серпня 1942 року — командир 1-ї флотилії торпедних катерів у Чорному морі. Відзначився в операціях проти радянських кораблів, ставши одним з найбільш вдалих моряків, що діяли на Чорному море. У вересні 1943 року переведений в штаб керівника торпедних катерів, де до кінця війни займав пост 2-го офіцера Адмірал-штабу.

## Звання
- Кандидат в офіцери (8 квітня 1934)
- Кадет (26 вересня 1934)
- Оберматрос (1 жовтня 1934)
- Оберштабсматрос (1 січня 1935)
- Фенріх-цур-зее (1 липня 1935)
- Обер-фенріх-цур-зее (1 січня 1937)
- Лейтенант-цур-зее (1 квітня 1937)
- Оберлейтенант-цур-зее (1 квітня 1939)
- Капітан-лейтенант (1 вересня 1941)
- Корветтен-капітан (1 березня 1943)

## Нагороди
- Медаль «За вислугу років у Вермахті» 4-го класу (4 роки; 1 грудня 1937)
- Залізний хрест
  - 2-го класу (20 квітня 1940)
  - 1-го класу (29 травня 1940)
- Нагрудний знак торпедних катерів з діамантами
  - знак (16 грудня 1940)
  - діаманти (1943)
- Лицарський хрест Залізного хреста з дубовим листям
  - лицарський хрест (8 травня 1941)
  - дубове листя (№ 326; 13 листопада 1943) — вручене особисто Адольфом Гітлером.
- Кубанський щит (8 грудня 1944)
- Нагрудний знак «За поранення» в чорному (1945)